# Чебыковский сельсовет
Чебыковский сельсове́т — упразднённая в 2008 году административно-территориальная единица и сельское поселение (тип муниципального образования) в составе Мишкинского района. Почтовый индекс: 452354. Код ОКАТО: 80243875000. Код ИФНС: 0257. Согласно Закону Республики Башкортостан «О границах, статусе и административных центрах муниципальных образований в Республике Башкортостан» от 16 декабря 2004 года имел статус сельского поселения.
В 2008 году объединен с Кайраковским сельсоветом Мишкинского района.

## Состав сельсовета
деревня Чебыково — административный центр, деревня Бикшиково (приложение 39р); (в ред. Закона РБ от 16.07.2008 № 22-з)

## История
Закон Республики Башкортостан от 19.11.2008 N 49-з «Об изменениях в административно-территориальном устройстве Республики Башкортостан в связи с объединением отдельных сельсоветов и передачей населённых пунктов» гласил:

 "Внести следующие изменения в административно-территориальное устройство Республики Башкортостан:
35) по Мишкинскому району:
б) объединить Кайраковский и Чебыковский сельсоветы с сохранением наименования «Кайраковский» с административным центром в деревне Кайраково.
Включить деревни Бикшиково, Чебыково Чебыковского сельсовета в состав Кайраковского сельсовета.
Утвердить границы Кайраковского сельсовета согласно представленной схематической карте.
Исключить из учетных данных Чебыковский сельсовет;

## Географическое положение
На 2008 год граничил с Бирским районом, муниципальными образованиями: Кайраковский сельсовет, Ленинский сельсовет («Закон Республики Башкортостан от 17.12.2004 N 126-з „О границах, статусе и административных центрах муниципальных образований в Республике Башкортостан“»).